# عشب الحبل القلوي
عشب الحبل القلوي (الاسم العلمي:Spartina gracilis) (بالإنجليزية: Alkali Cordgrass)‏ هو نوع من النباتات يتبع جنس عشب الحبل من الفصيلة النجيلية.